# Christensonella pacholskii
Christensonella pacholskii là một loài thực vật có hoa trong họ Lan. Loài này được (Christenson) S.Koehler mô tả khoa học đầu tiên năm 2007.